# Lowri Thomas
Lowri Thomas (3 de marzo de 1999) es una deportista británica que compite en ciclismo en la modalidad de pista. Ganó una medalla de plata en el Campeonato Europeo de Ciclismo en Pista de 2024, en la prueba de velocidad por equipos.

## Medallero internacional
| Campeonato Europeo | Campeonato Europeo       | Campeonato Europeo | Campeonato Europeo    |
| Año                | Lugar                    | Medalla            | Competición           |
| ------------------ | ------------------------ | ------------------ | --------------------- |
| 2024               | Apeldoorn (Países Bajos) | Medalla de plata   | Velocidad por equipos |

1. ↑  Compitió en la ronda de clasificación.